# Gebrüder Kießling
Gebrüder Kießling war die gemeinsame Bauunternehmung nebst Entwurfsbüro der zwei Baumeister und Architekten Kießling in der ersten Hälfte des 20. Jahrhunderts in der sächsischen Lößnitz nordwestlich von Dresden, heute Radebeuler Stadtgebiet.

## Wirken
Der Baumeister und Architekt Ernst Leopold Kießling (* 22. November 1873 in Kötzschenbroda; † 4. Januar 1951 in Radebeul) und der Baumeister Edmund Walter Kießling (* 4. Mai 1875 in Kötzschenbroda; † 2. Juli 1948 in Leipzig oder Radebeul), Söhne des Kötzschenbrodaer Jalousienfabrikanten, Bauunternehmers und Baumeisters Friedrich Ernst Kießling, gründeten 1903 ihr gemeinsames Büro Gebr. Kießling, Architekten B.D.A. und Baumeister, Kötzschenbroda-Dresden nebst eigener Bauunternehmung.
Das gemeinsame Büro befand sich zu Anfang auf der Meißner Straße 37 (Wohnhaus von Ernst Kießling, heute Meißner Straße 253), dann auf dem Gradsteg 9 (an der Nebenstraße des Villengrundstücks) und seit 1924 im Landhaus Rosa auf der heutigen Meißner Straße 254, dem gleichzeitigen Wohnsitz von Edmund (ehemals als Meißner Straße 13c). Das Gelände ist seit den 2000er Jahren beräumt und mit einem Supermarkt und dessen großem Parkplatz neu bebaut. Neben der gemeinsamen Tätigkeit waren die Brüder auch einzeln tätig, insbesondere Ernst trat schon früh als Entwerfer und Bauleiter für seinen Vater in Erscheinung. Nach dem Zweiten Weltkrieg erlosch das Unternehmen.
Für zahlreiche ihrer frühen Werke wurden die beiden Brüder auf der Ausstellung der Lößnitzortschaften im Jahr 1909 besonders gewürdigt.
Die beiden Brüder Ernst und Edmund Kießling liegen beide auf dem Friedhof Radebeul-West begraben, dessen ursprünglich von 1874 stammende Begräbniskapelle sie im Jahr 1913 durch einen Neubau ersetzten. Edmund liegt in einer Grabanlage mit dem verschwägerten Topografen Robert Mittelbach.

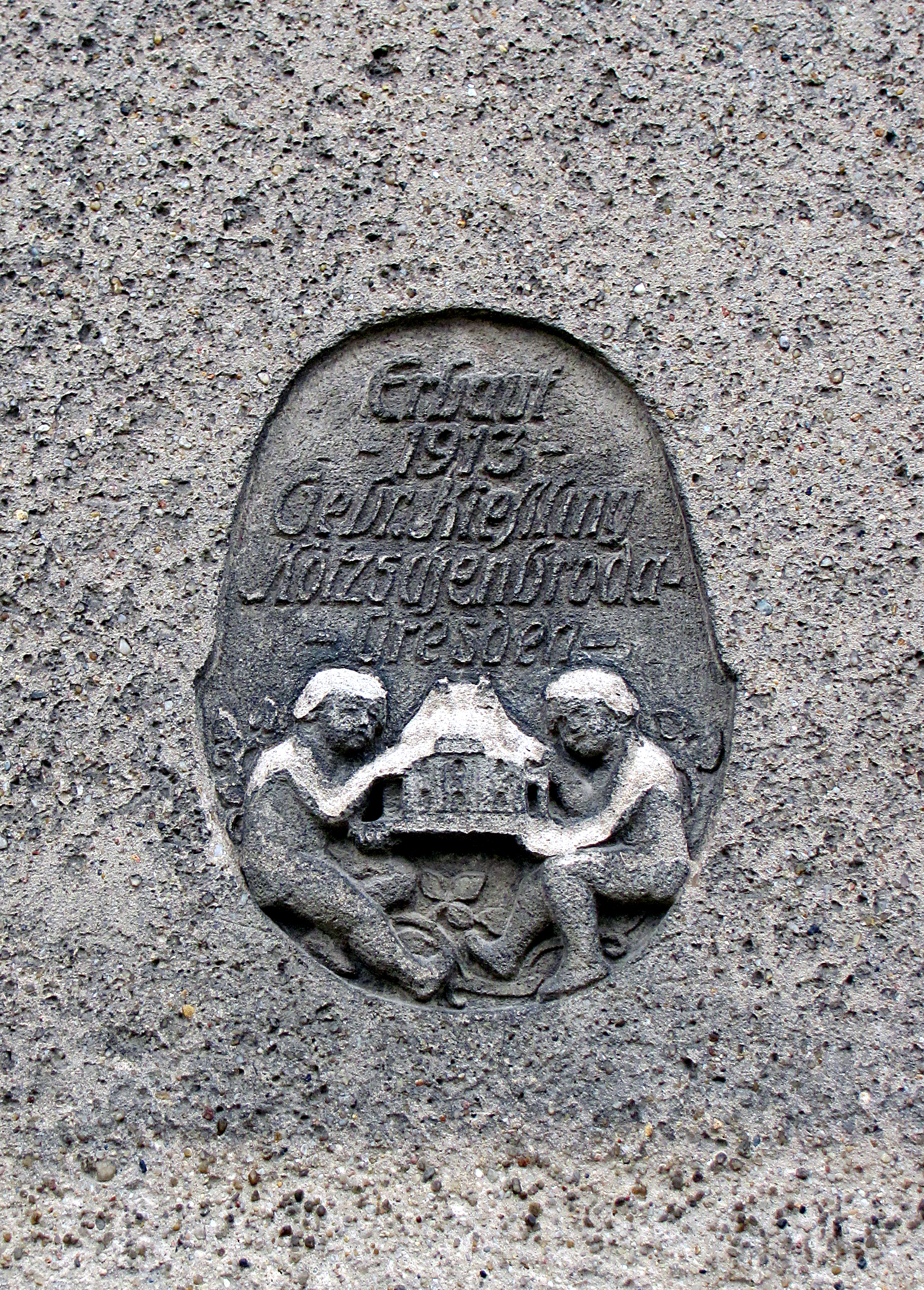
Bauzeichen der Gebr. Kießling an der Friedhofs-Kapelle Radebeul-West
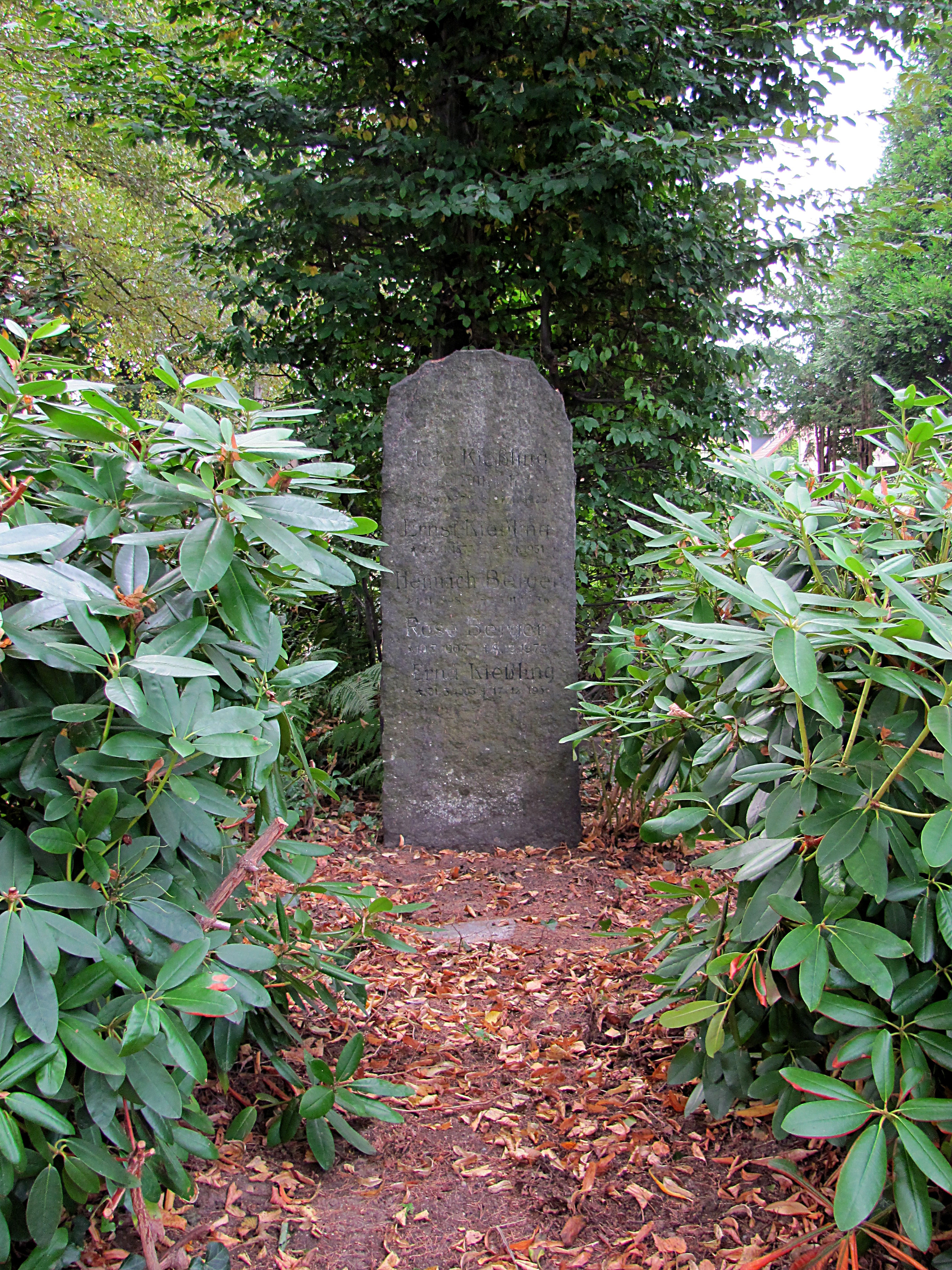
Familiengrabmal Ernst Kießling
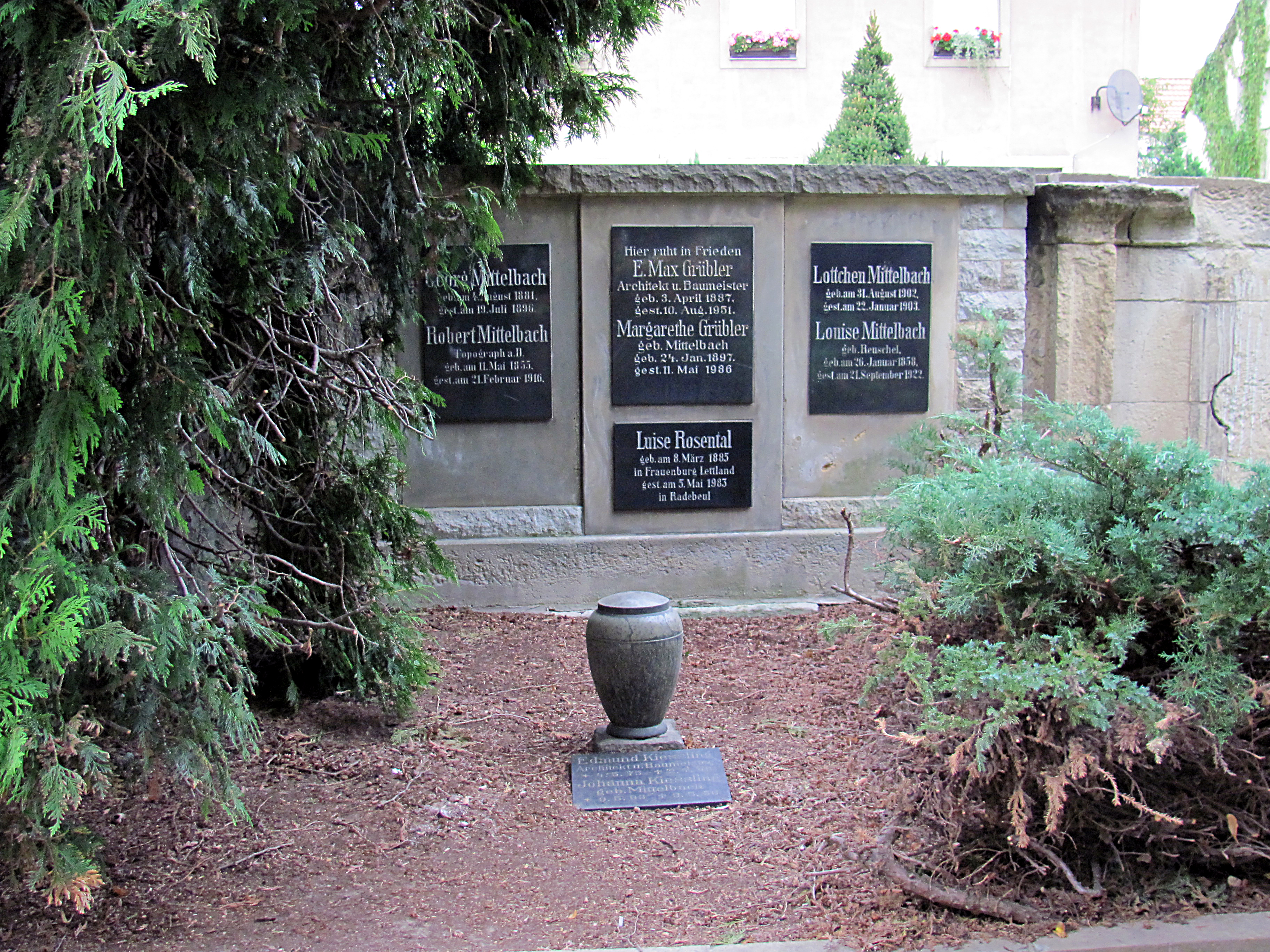
Familiengrabmal Robert Mittelbach einschließlich des verschwägerten Edmund Kießling (bei der Urne)

## Ausgewählte Werke (Baudenkmale)
Die im Folgenden auszugsweise aufgeführten Bauten sind hauptsächlich in der Denkmaltopographie Bundesrepublik Deutschland. Denkmale in Sachsen: Stadt Radebeul aufgeführte Kulturdenkmale. Sie stellen damit kein vollständiges Werkverzeichnis dar.

### Friedrich Ernst Kießling

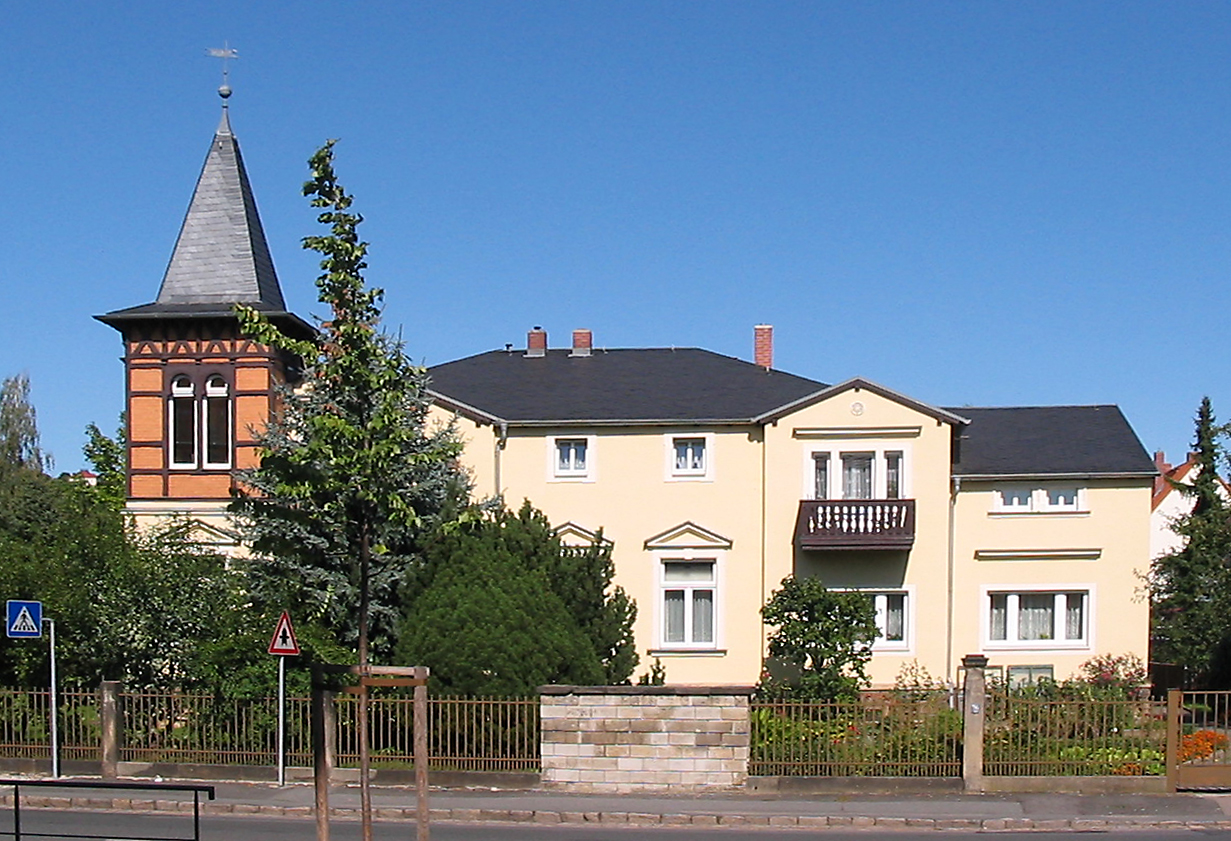
Villa d’Orville von Löwenclau

- 1882–1884: Villa d’Orville von Löwenclau in Kötzschenbroda, heute Radebeul (Planverfasser Ernst Kießling)[7]
- 1887/1888: Vereinshaus in Niederlößnitz, heute Radebeul, Dr.-Külz-Straße 4 (als Privatschule, 1893 durch Adolf Neumann aufgestockt)

### Ernst Kießling
- 1886–1888: Mietvilla Lößnitzstraße 6 in Kötzschenbroda (Auftraggeber Friedrich Ernst Kießling)[8]
- 1888/1889: Villa Heinrich-Zille-Straße 39 in Niederlößnitz (Auftraggeber Friedrich Ernst Kießling)[9]
- 1889/1890: Wohnhaus mit Bäckereieinrichtung Lößnitzstraße 5 in Kötzschenbroda (Auftraggeber Friedrich Ernst Kießling)[8]
- 1891/1892: Villa Baltenhorst in Niederlößnitz, Winzerstraße 55 (Auftraggeber Friedrich Ernst Kießling)
- 1892/1893: Entwurf Mietvilla Carl Semper, Obere Bergstraße 13 in Niederlößnitz
- 1892–1894: Entwurf Mietvilla Heinrich-Zille-Straße 56 in Niederlößnitz (Auftraggeber Friedrich Ernst Kießling)
- 1894–1896: Villa Nirwana in Kötzschenbroda, Dürerstraße 1 (Auftraggeber Friedrich Ernst Kießling)
- 1895/1896: Entwurf Villa Dürerstraße 5 in Kötzschenbroda (Auftraggeber Friedrich Ernst Kießling)
- 1896/1897: Villa Dürerstraße 7 in Kötzschenbroda (Auftraggeber Friedrich Ernst Kießling)
- 1896/1897: Mietvilla Lutherstraße 4 in Kötzschenbroda
- 1896/1897: Villa Lutherstraße 6 in Kötzschenbroda
- 1898–1900: Villa Bernhard-Voß-Straße 17 in Kötzschenbroda (Auftraggeber Friedrich Ernst Kießling)
- ab 1900: Nebengebäude der Villa Meißner Straße 244 in Kötzschenbroda

### Edmund Kießling

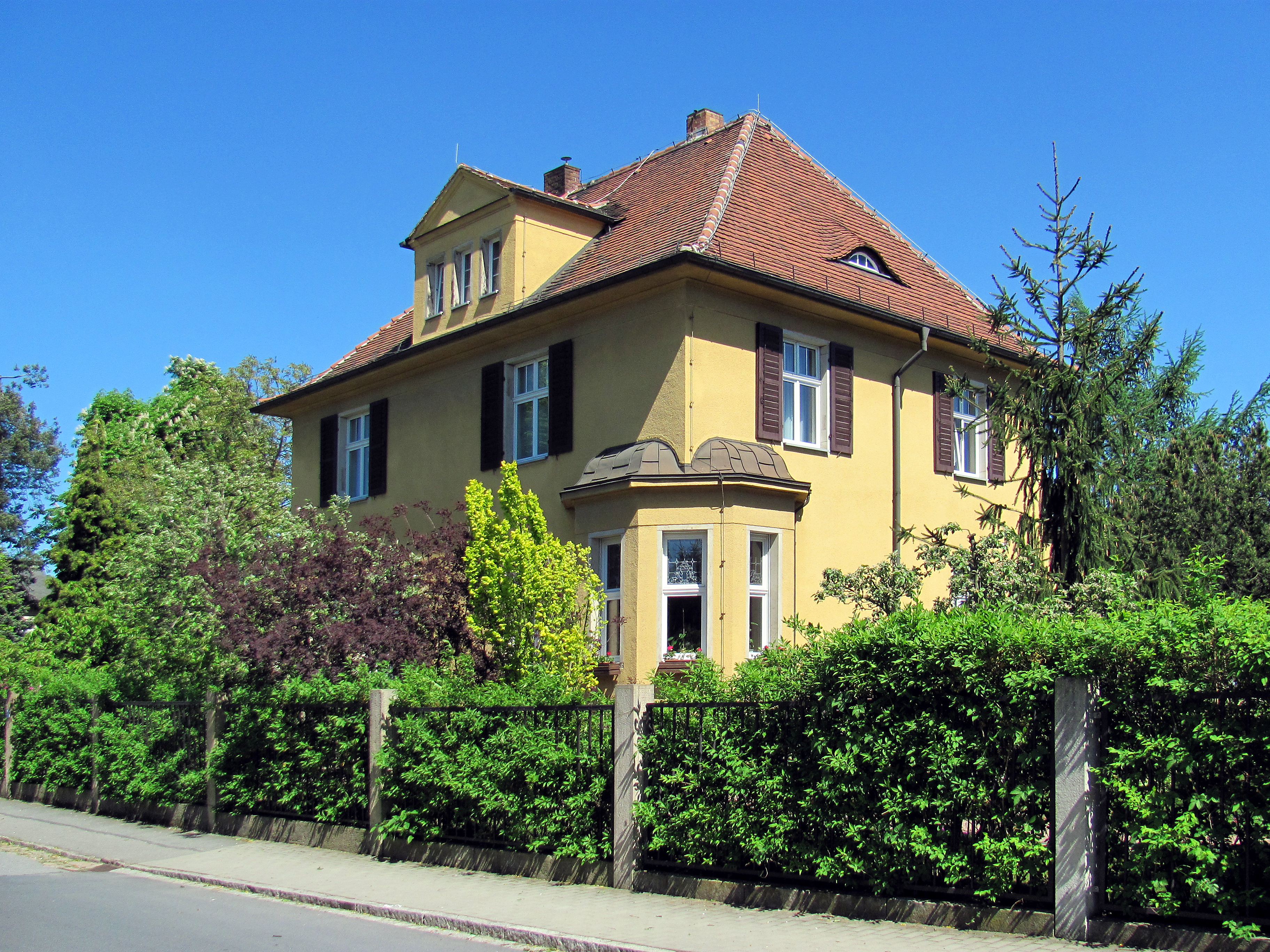
Landhaus Edmund Kießling

- 1914: Landhaus Edmund Kießling in Kötzschenbroda, Hohe Straße 4 (Ausführung Alfred Große)

### Gebrüder Kießling

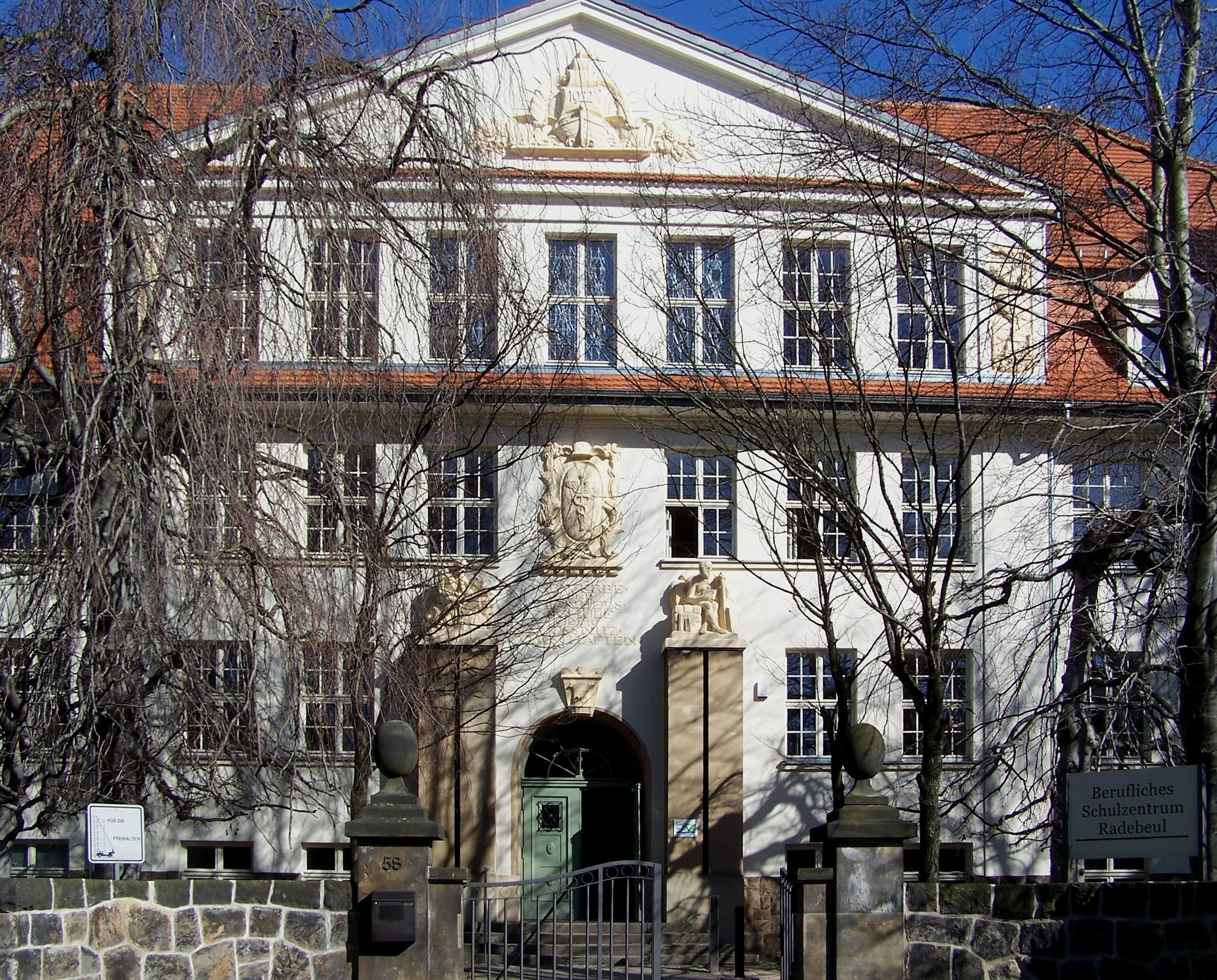
Berufliches Schulzentrum Radebeul, Haupteingang

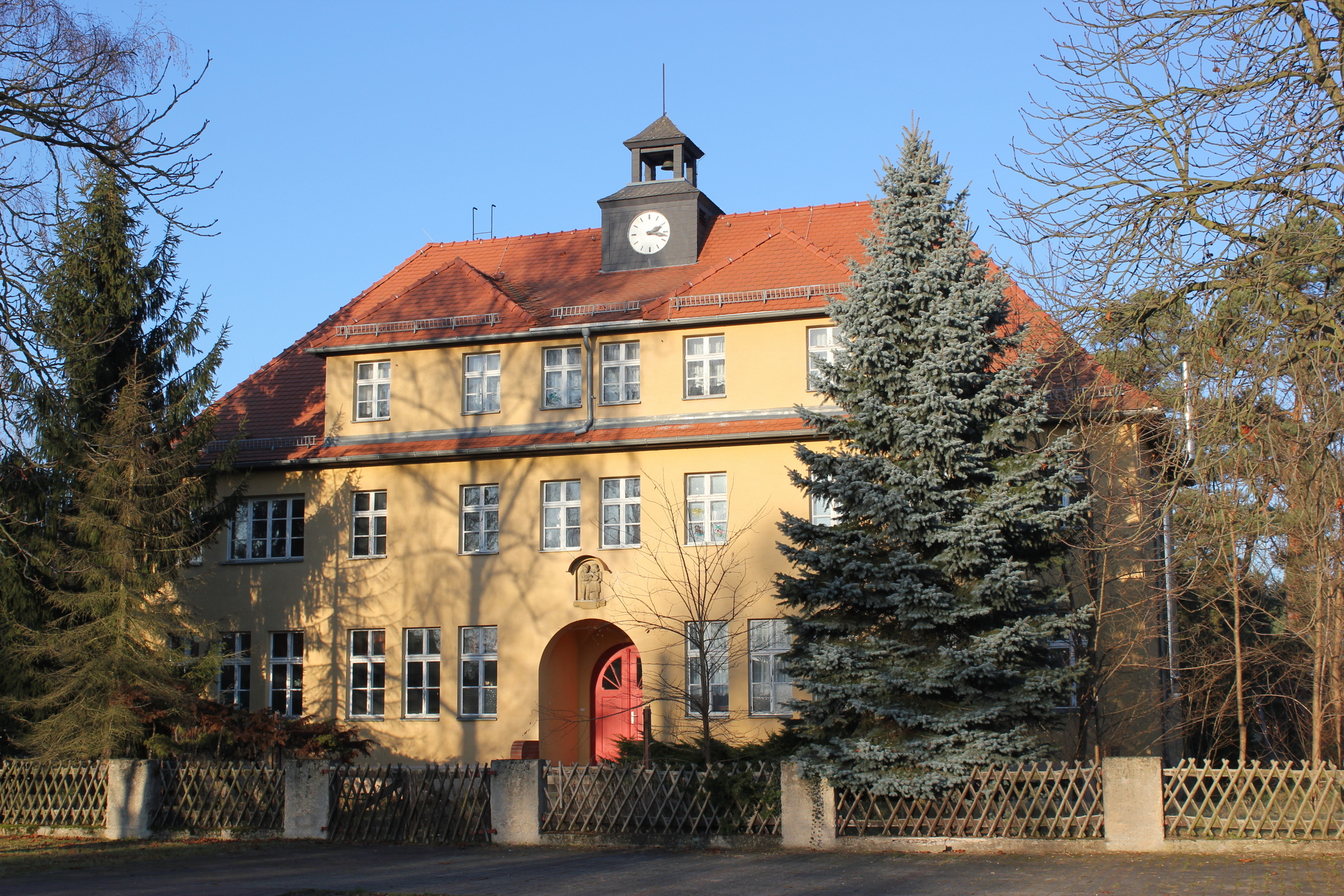
Schule in Commerau

- 1902/1903: Mietshaus Franz Hahn in Kötzschenbroda, Hermann-Ilgen-Straße 46
- 1904: Entwurf Grundschule Kötzschenbroda, Harmoniestraße 7 (Bauleitung und Realisierung: Gebrüder Große)
- 1904–1907: Entwurf Schulturnhalle (2006 durch Neubau ersetzt), diverse Umbauten der Schule in Laubegast (Denkmal)[10]
- 1905: Volksschule in Naundorf, heute Radebeul, Bertheltstraße 10 (Entwurf, Ausführung: Gebrüder Große)
- 1906: Wettbewerbsentwurf für das Steinbachhaus (2. Platz unter 22 Beiträgen)
- 1910/1911: Rathaus von Mügeln, seit 1920 Rathaus der Industriegemeinde Heidenau/Sa.
- 1910/1911: Landhausartiges Wohnhaus Ernst Stauch in Niederlößnitz, Karl-Liebknecht-Straße 8
- 1913: Friedhofskapelle Radebeul-West
- 1914: Anbau an das Kinderheim Bethesda der Diakonissenanstalt Bethesda (nicht erhalten)
- 1914: Hospitalkirche Pirna, Siegfried-Rädel-Straße 11[11]
- 1914: Neubau der Volksschule in Commerau bei Großdubrau, Zur Schule 4 (unter Denkmalschutz)[12]
- 1914/1915: Turnhalle der Schule in Naundorf, Bertheltstraße 10
- 1915: Entwurf Um- und Erweiterungsbau Haus Salem (Schwestern-Erholungsheim) der Diakonissenanstalt Dresden in Niederlößnitz, Winzerstraße 34
- Anfang 1920er Jahre: Umbau des Schlosses in Königsbrück
- 1921/1922: Gewerbe- und Handelsschule der Lößnitzortschaften in Serkowitz, Stadtteil von Radebeul, Straße des Friedens 58 (Ausführung Alwin Höhne)
- 1924/1925: Vierfamilien-Doppelwohnhaus im Kötzschenbrodaer Stadtteil Niederlößnitz, Gröbastraße 14/16 (im Auftrag des Elektrizitätsverbands Gröba, Ausführung Alwin Höhne)
- 1928: Entwurf und Bauleitung der Siedlungshäuser der Siedlung der Baugenossenschaft Kötzschenbroda in Niederlößnitz, Heinrich-Zille-Straße 20, 32 und 34
- 1928/1929: Lutherhaus in Kötzschenbroda (Zollbau-Lamellen-Innendecke von Johannes Eisold)
- 1929: Lessinghaus Kamenz
- 1934/1935: Sparkassengebäude Kötzschenbroda, Hermann-Ilgen-Straße 28 / Bahnhofstraße 20 (Reliefs von Burkhart Ebe)
- 1934/1935: Einfamilienhaus Wilhelm Hofmann in Kötzschenbroda, Ledenweg 8
- 1935: Umbau des Gasthofs Goldene Weintraube, Meißner Straße 152 (kein Baudenkmal, ab 1950 auch Stammhaus der Landesbühnen Sachsen)
- 1938/1939: Siedlungshäuser der Siedlung der Landessiedlungsgesellschaft Sachsen in Naundorf, Weistropper Straße 1/3, 2, 4/6, 5/7, 8/10, 9/11, 12, 13/15